# André Bervil
André Fernand Raine dit André Bervil est un acteur français, né à Paris 14e le 25 novembre 1905 et mort à Nice (Alpes-Maritimes) le 20 janvier 1972.

## Biographie
Il repose à Arradon (Morbihan) avec son épouse, l'actrice Suzanne Grey (1917-2005) fille de Denise Grey.

## Filmographie

### Cinéma
- 1934 : Famille nombreuse d'André Hugon : Dugland
- 1934 : Justin de Marseille de Maurice Tourneur
- 1934 : La Claque de Robert Péguy - court métrage -
- 1936 : La Dame de Vittel de Roger Goupillières
- 1936 : Les Petites Alliées de Jean Dréville
- 1937 : La Belle de Montparnasse de Maurice Cammage
- 1937 : Ma petite marquise de Robert Péguy
- 1937 : Mon député et sa femme de Maurice Cammage
- 1937 : Monsieur Breloque a disparu de Robert Péguy
- 1937 : Les Nuits blanches de Saint-Pétersbourg de Jean Dréville
- 1938 : Une femme a menti, court métrage d'André Hugon
- 1941 : Boléro de Jean Boyer
- 1941 : Les Jours heureux de Jean de Marguenat
- 1942 : Fièvres de Jean Delannoy
- 1942 : Carmen de Christian-Jaque
- 1944 : L'Enfant de l'amour de Jean Stelli
- 1944 : Mademoiselle X de Pierre Billon
- 1945 : Master Love de Robert Péguy
- 1945 : La Tentation de Barbizon de Jean Stelli
- 1946 : Les aventures de Casanova de Jean Boyer - Film tourné en deux époques -
- 1946 : Le diable au corps de Claude Autant-Lara
- 1946 : Gringalet de André Berthomieu
- 1946 : Le Mystérieux Monsieur Sylvain de Jean Stelli
- 1947 : La Septième Porte d'André Zwobada
- 1947 : Carrefour du crime de Jean Sacha
- 1947 : Troisième cheminée à droite de Jean Mineur
- 1948 : L'armoire volante de Carlo Rim
- 1948 : Bal Cupidon de Marc-Gilbert Sauvajon
- 1948 : Bonheur en location / Esprit de famille de Jean Wall
- 1948 : Cité de l'espérance de Jean Stelli
- 1948 : Retour à la vie de Jean Dréville, dans le sketch : "Le retour de René"
- 1949 : Amédée de Gilles Grangier
- 1949 : Au grand balcon de Henri Decoin
- 1949 : Occupe-toi d'Amélie de Claude Autant-Lara
- 1950 : Coq en pâte de Charles-Félix Tavano
- 1950 : La vie est un jeu de Raymond Leboursier
- 1952 : Manon des sources de Marcel Pagnol
- 1952 : Son dernier Noël de Jacques Daniel-Norman
- 1953 : Crainquebille de Ralph Habib
- 1954 : Madame du Barry de Christian-Jaque
- 1955 : Ces sacrées vacances de Robert Vernay
- 1955 : Sophie et le Crime de Pierre Gaspard-Huit
- 1956 : L'amour descend du ciel de Maurice Cam
- 1956 : Le Couturier de ces dames de Jean Boyer
- 1956 : Les Truands de Carlo Rim
- 1957 : Incognito / Cherchez la femme de Patrice Dally
- 1958 : Si le roi savait ça (Al servizio dell'imperatore) de Caro Canaille et Edoardo Anton
- 1959 : Le Trou de Jacques Becker
- 1963 : Les Grands Chemins de Christian Marquand

### Télévision
- 1958 : En votre âme et conscience :  L'Affaire de Villemomble de Claude Barma
- 1959 : En votre âme et conscience :  L'Affaire Danval" de Claude Barma
- 1966 : Au théâtre ce soir : Blaise de Claude Magnier, mise en scène Jacques Mauclair, réalisation Pierre Sabbagh, Théâtre Marigny

## Théâtre
- 1947 : Savez-vous planter les choux ? de Marcel Achard, mise en scène Pierre Fresnay, Théâtre de la Michodière
- 1948 : Voyage à Washington de Garson Kanin, mise en scène Henri Bernstein, Théâtre des Ambassadeurs
- 1951 : La Main de César d'André Roussin, mise en scène de l'auteur, Théâtre des Célestins, Théâtre de Paris
- 1952 : Many d'Alfred Adam, mise en scène Pierre Dux, Théâtre Gramont
- 1956 : La Femme du siècle de Claude Schnerb, mise en scène Jacques-Henri Duval, Théâtre des Célestins
- 1957 : Les Pigeons de Venise d'Albert Husson, mise en scène Louis Ducreux, Théâtre des Célestins, Théâtre Michel
- 1959 : Ouragan sur le Caine de Herman Wouk, mise en scène André Villiers, Théâtre des Célestins
- 1959 : Mascarin de José-André Lacour, mise en scène Jean Négroni, Théâtre Fontaine
- 1959 : Blaise de Claude Magnier, mise en scène de Jacques Mauclair, Théâtre des Nouveautés